# Арістеїдіс Мораїтініс
Арістеї́діс Мораїті́ніс (грец. Αριστείδης Μωραïτίνης; 1806–1875) — грецький політик, двічі прем'єр-міністр країни.

## Життєпис
Народився у Смірні (нині Ізмір, Туреччина). Навчався у Франції, проте за часів правління короля Оттона був членом так званої Російської партії. Обіймав посаду прем'єр-міністра Греції упродовж кількох днів у лютому 1863 року, у період між переворотом проти режиму Оттона та прибуттям данця за походженням принца Вільяма, який став новим королем Георгом I. Мораїтініс вдруге обіймав посаду глави уряду упродовж трохи більше місяця з грудня 1867 до січня 1968. Помер в Афінах 1875 року.